# Amerikaanse presidentsverkiezingen 1860
De Amerikaanse presidentsverkiezingen van 1860 speelden zich af in de aanloop naar de Amerikaanse Burgeroorlog. De Republikeinse kandidaat Abraham Lincoln nam het op tegen een tweetal kandidaten van de verdeelde Democratische Partij en de Constitutional Union-kandidaat John Bell.

## Nominaties
De Republikeinse Partij, die in haar platform maatregelen tegen de slavernij beloofde, nomineerde bij de derde stemronde tijdens de partijconventie Abraham Lincoln als kandidaat voor het presidentschap met Hannibal Hamlin als zijn running mate oftewel vicepresidentskandidaat.
De Democratische Partij hield haar partijconventie in april 1860 in Charleston waarbij ze na meer dan 50 stemrondes nog steeds niet eens kon worden over een kandidaat. De noordelijke vleugel van de partij was anti-slavernij, maar de zuidelijke delegatieleden agiteerden hier fel tegen en hadden meer macht in de partij dan de "vrije" Democraten. De partij besloot de conventie op te schorten. Twee maanden later kwam de partij wederom bijeen, ditmaal in Baltimore, waar een groot deel van de zuidelijke delegatieleden de conventie verliet uit protest tegen het niet aannemen van een resolutie die de uitbreiding van de slavernij in de nieuwe territoria in het westen van het land steunde.
De overgebleven delegatieleden nomineerden vervolgens Stephen Arnold Douglas als kandidaat voor het presidentschap met Herschel Vespasian Johnson als vicepresidentskandidaat. De zuidelijke vleugel van de Democraten nomineerde John C. Breckinridge en Joseph Lane als haar ticket.
De Constitutional Union Party, een coalitie van voormalige Whigs en Know Nothing-aanhangers, nomineerde John Bell en Edward Everett als kandidaten voor de verkiezingen.

## Presidentskandidaten

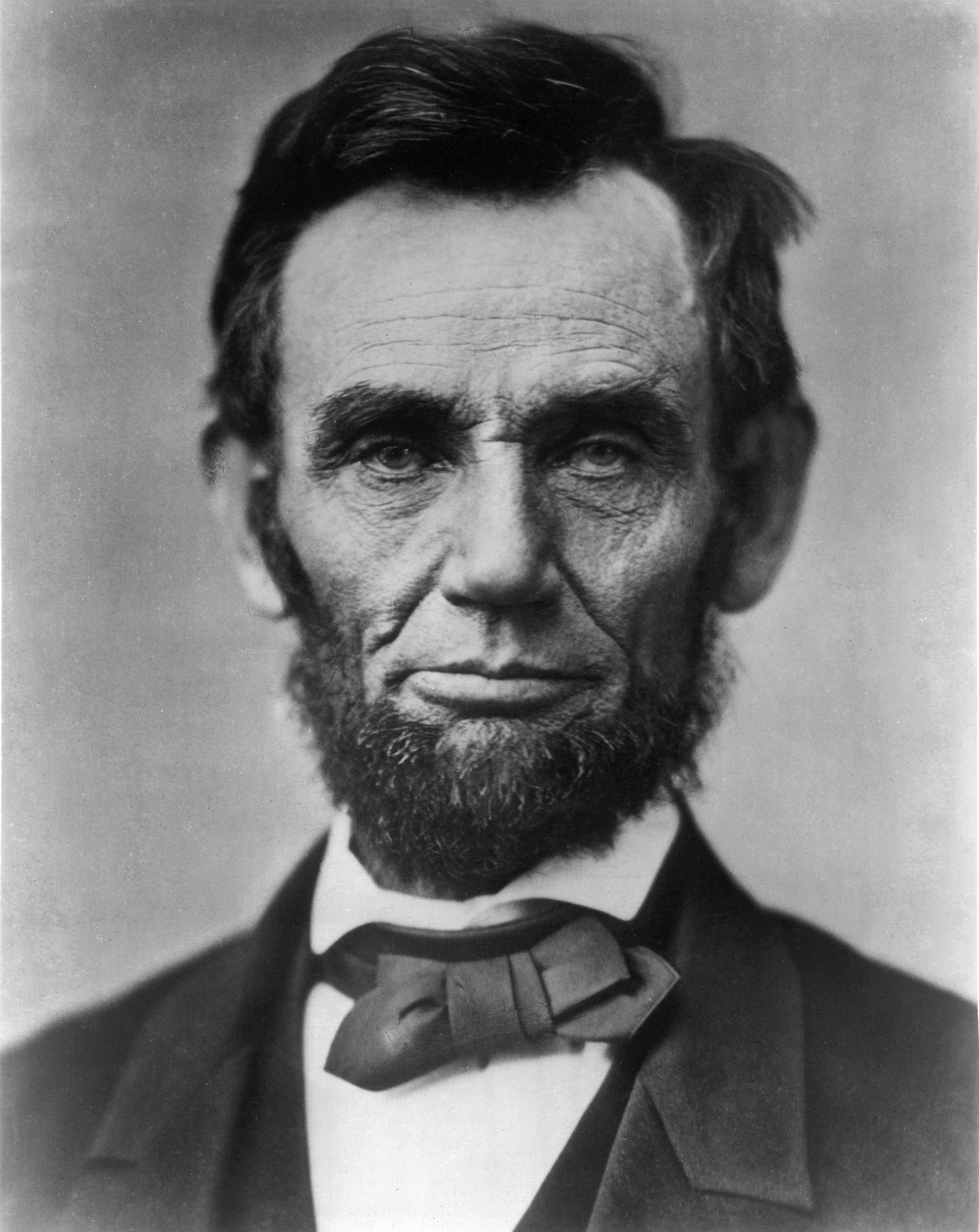
Voormalig Afgevaardigde Abraham Lincoln uit Illinois Republikeinse Partij
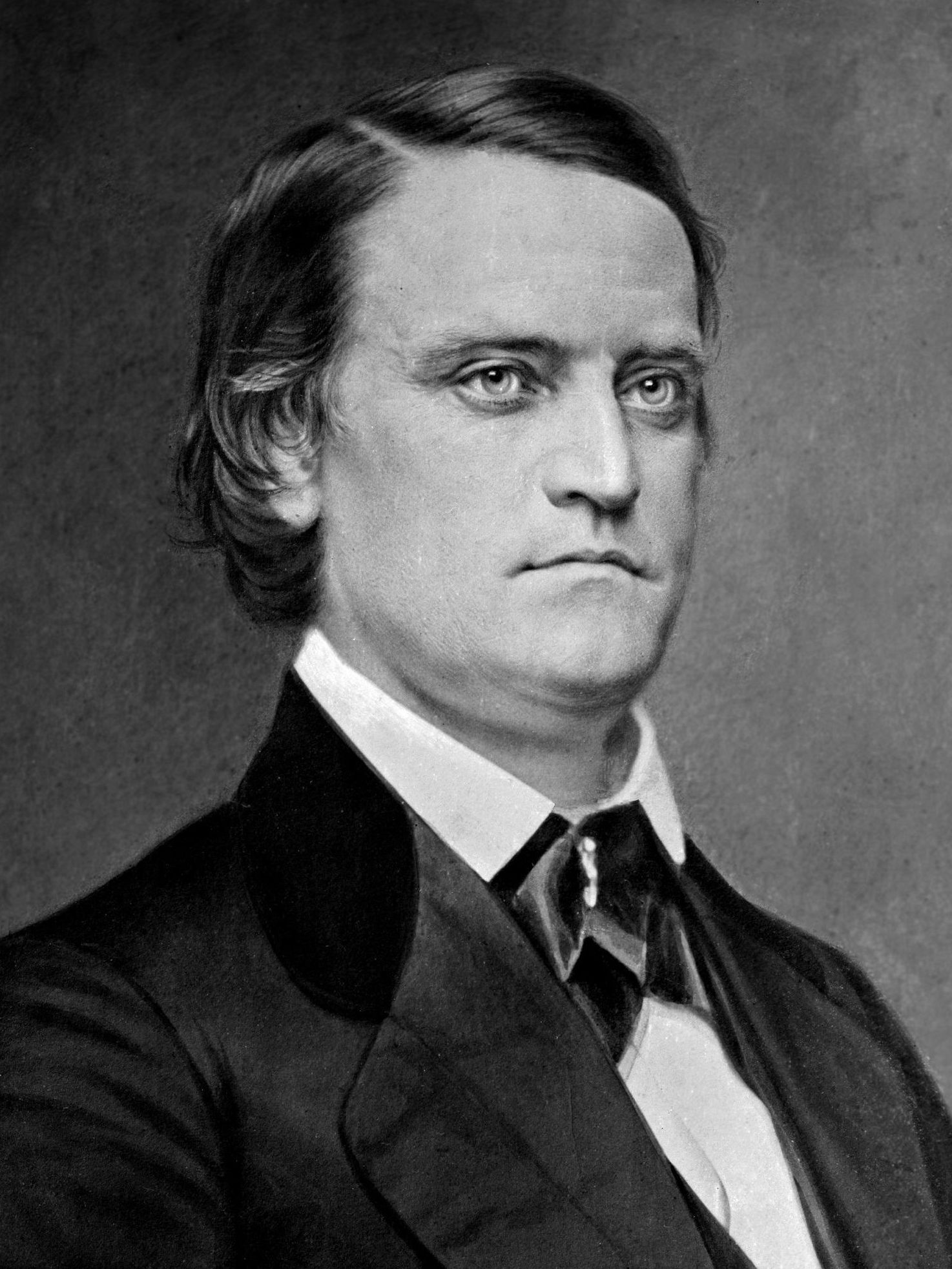
Vicepresident John Breckinridge uit Kentucky Zuidelijke- Democratische Partij
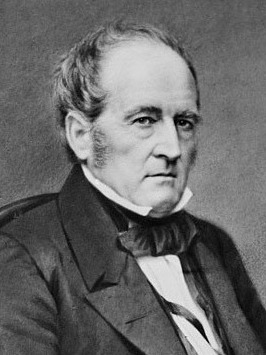
Voormalig Senator John Bell uit Tennessee Constitutionele Uniepartij
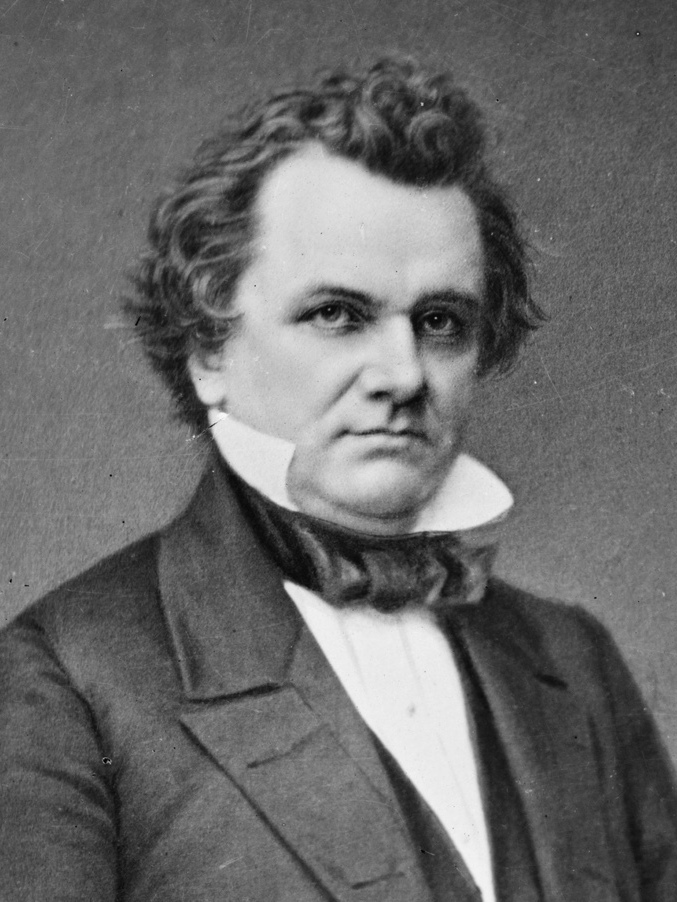
Senator Stephen Douglas uit Illinois Noordelijke- Democratische Partij
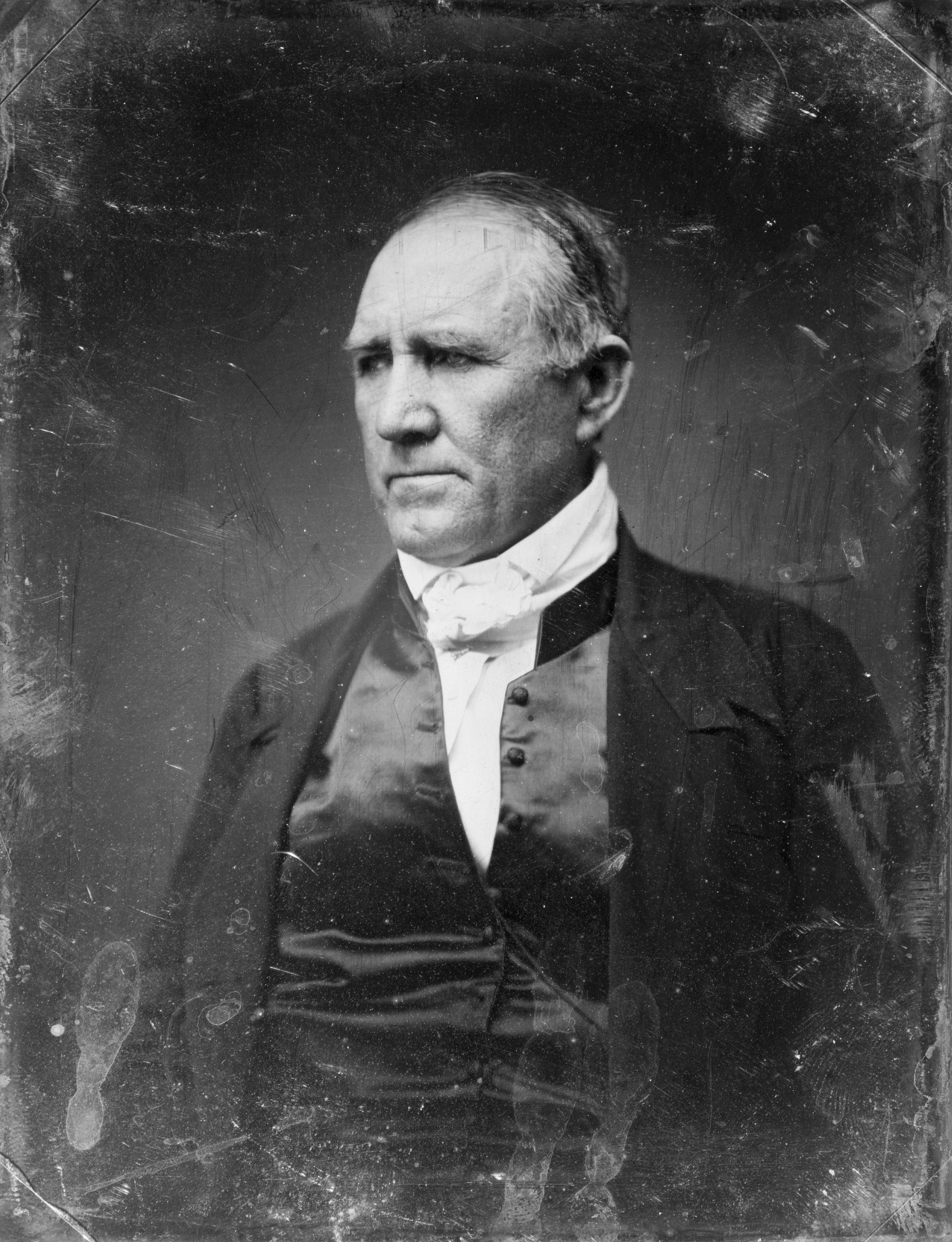
Gouverneur Sam Houston uit Texas Volkspartij

- Voormalig 
 Afgevaardigde 
 Abraham Lincoln 
 uit Illinois 
 Republikeinse Partij
- Vicepresident 
 John Breckinridge 
 uit Kentucky 
 Zuidelijke- 
 Democratische Partij
- Voormalig 
 Senator 
 John Bell 
 uit Tennessee 
 Constitutionele Uniepartij
- Senator 
 Stephen Douglas 
 uit Illinois 
 Noordelijke- 
 Democratische Partij
- Gouverneur 
 Sam Houston 
 uit Texas 
 Volkspartij

### Vicepresidentskandidaten

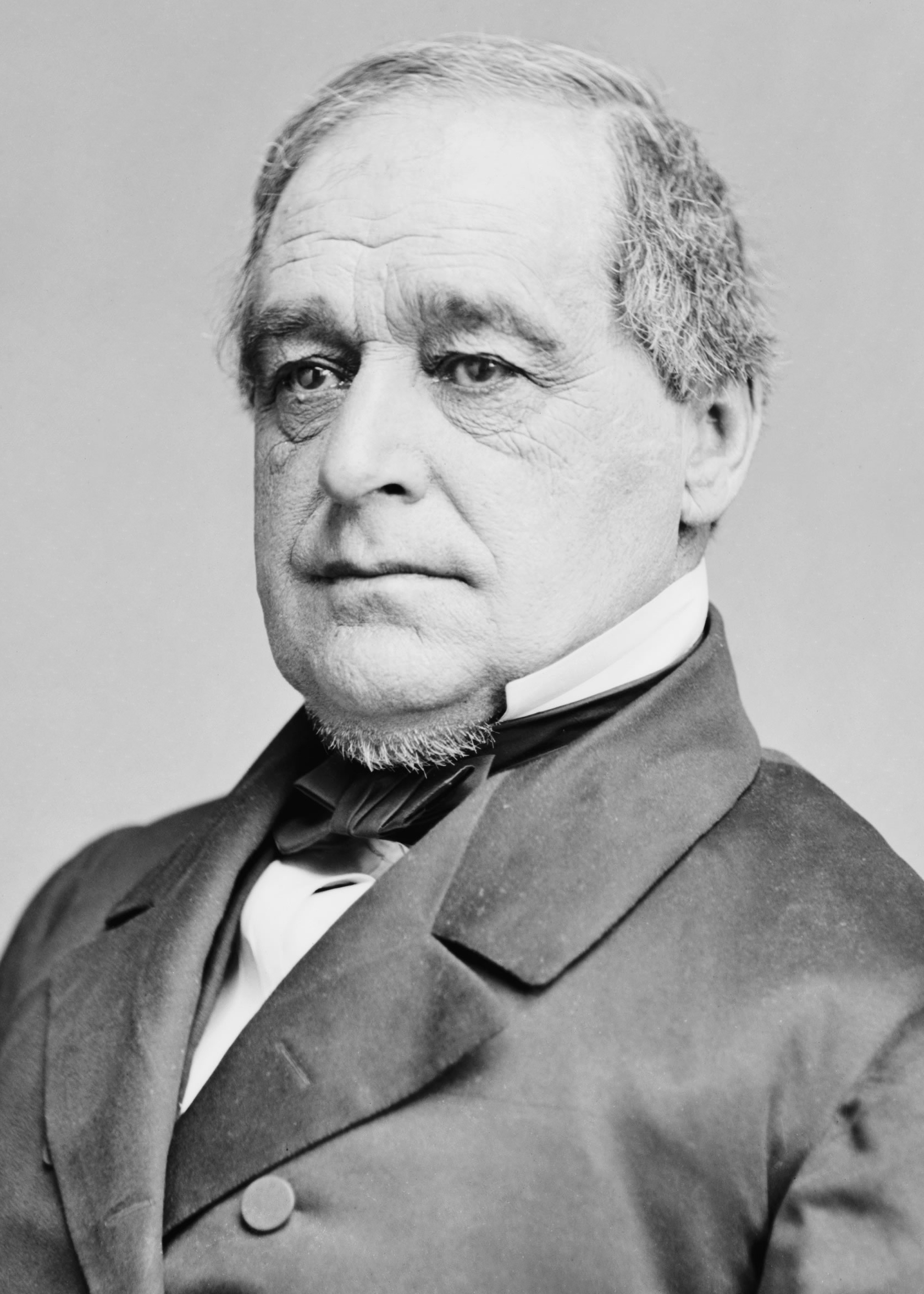
Senator Hannibal Hamlin uit Maine Republikeinse Partij
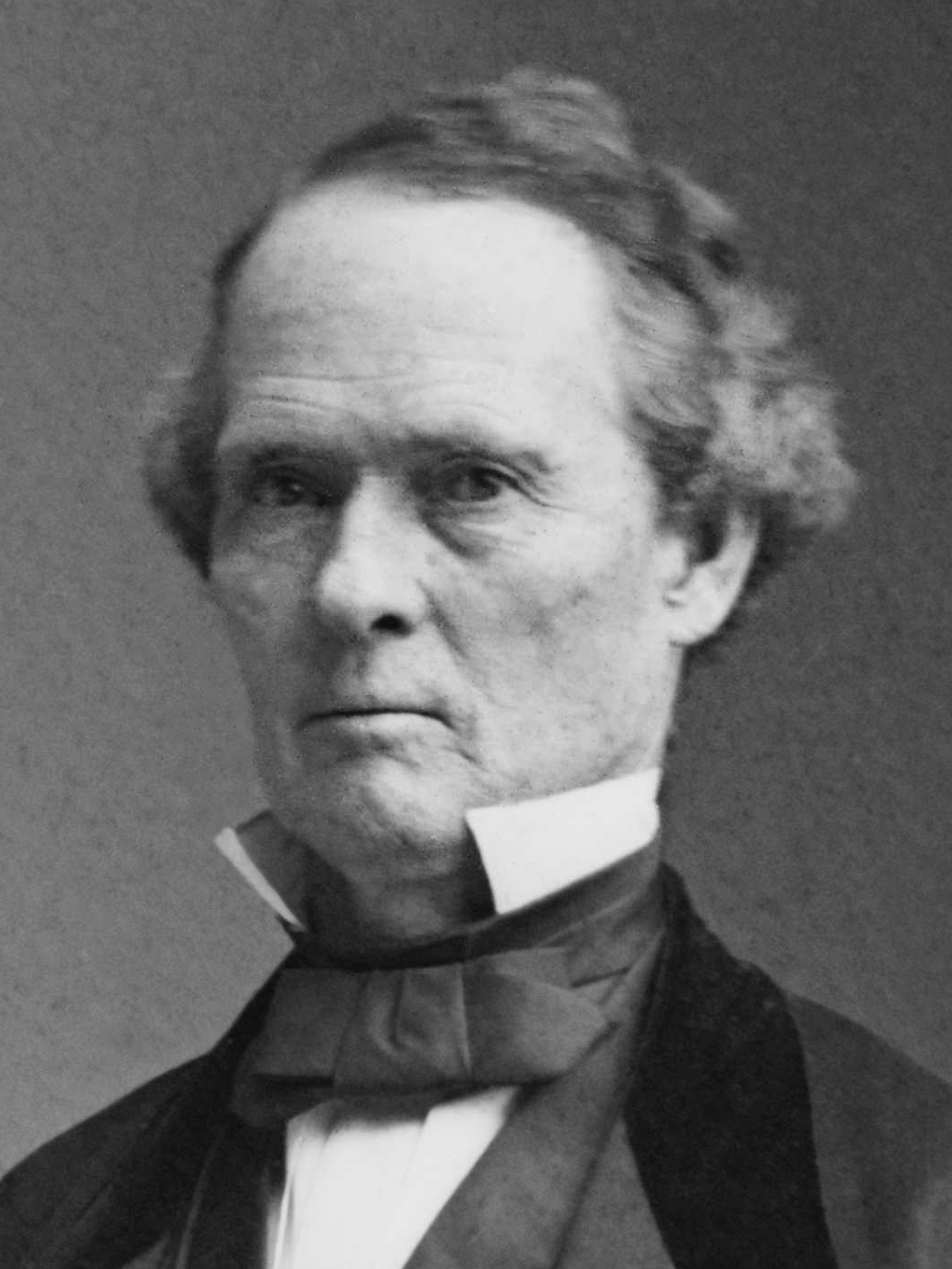
Senator Joe Lane uit Oregon Zuidelijke- Democratische Partij
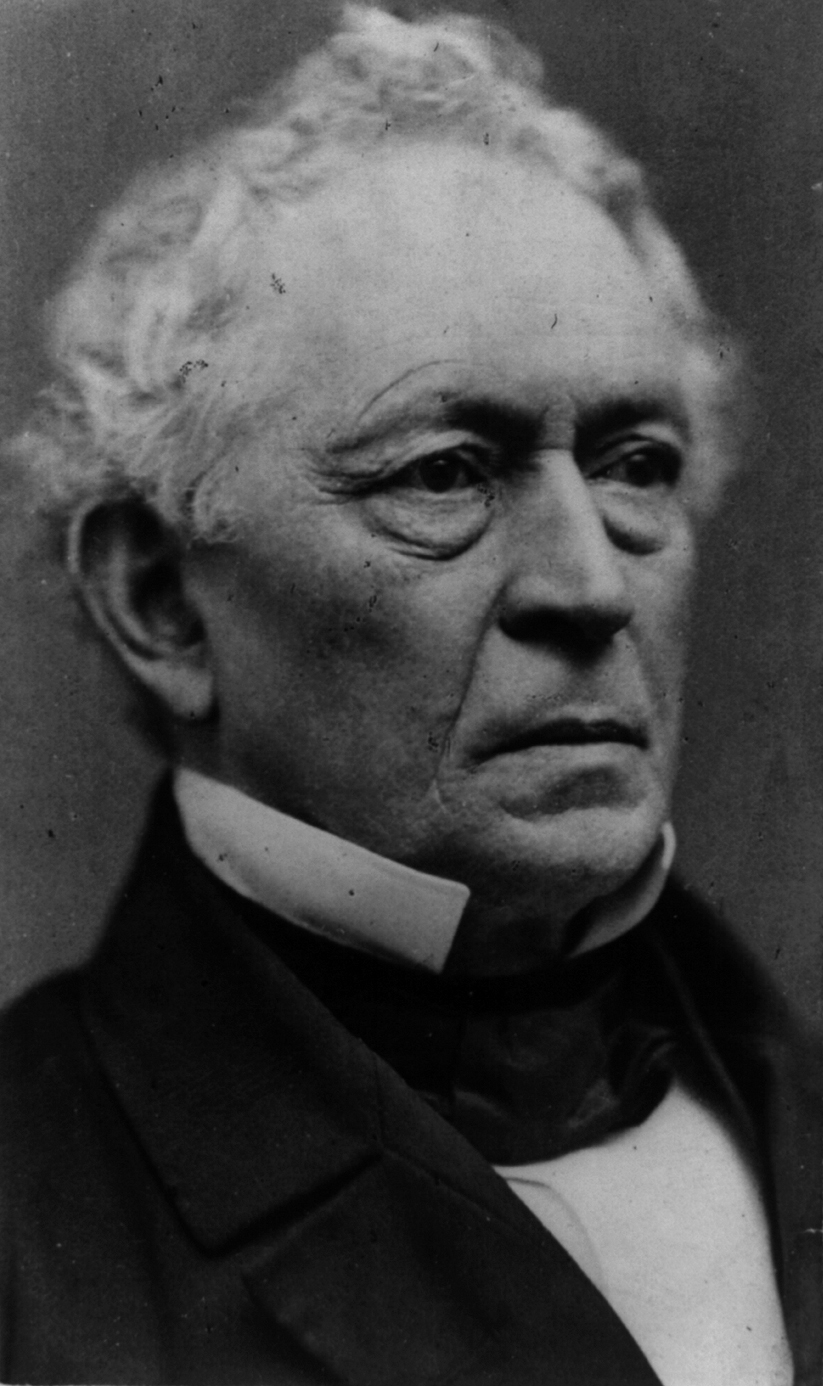
Voormalig Minister van Buitenlandse Zaken Edward Everett uit Massachusetts Constitutionele Uniepartij
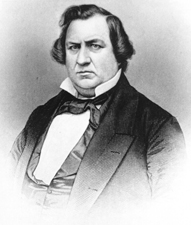
Voormalig Gouverneur Herschel Johnson uit Georgia Noordelijke- Democratische Partij

- Senator 
 Joe Lane 
 uit Oregon 
 Zuidelijke- 
 Democratische Partij
- Voormalig 
 Minister van 
 Buitenlandse Zaken 
 Edward Everett 
 uit Massachusetts 
 Constitutionele Uniepartij
- Voormalig 
 Gouverneur 
 Herschel Johnson 
 uit Georgia 
 Noordelijke- 
 Democratische Partij

## Campagne
De campagne stond voornamelijk in het teken van de regionale tegenstellingen. Lincoln stond in de meeste zuidelijke staten niet op het stembiljet en Douglas had alleen in de steden enige aanhang. De strijd daar ging daarom voornamelijk tussen Breckinridge en Bell.
Douglas riep op tot behoud van de Unie, terwijl de zuidelijke Democraten meer interesse hadden in het behoud van de slavernij, zelfs als dit ten koste ging van de nationale eenheid. De Republikeinen voerden campagne tegen de slavernij en er werd door de Democraten gewaarschuwd voor een burgeroorlog indien Lincoln verkozen zou worden. De Republikeinse kandidaat had in de noordelijke staten echter een belangrijke voorsprong in de opiniepeilingen en de algemene verwachting was dat Lincoln dankzij die steun de verkiezingen zou winnen.

## Uitslag
De telling van de stemmen liet een duidelijke regionale uitslag zien. Lincoln won de noordelijke staten met redelijk gemak van Douglas, terwijl in het zuiden Breckinridge de meeste overwinningen voor zich opeiste. Het door Lincoln behaalde aantal stemmen was nationaal echter slechts zo'n 39 procent. In de grensstaten tussen noord en zuid won Bell in Virginia, Tennessee en Kentucky, terwijl Douglas, hoewel hij na Lincoln de meeste stemmen had gehaald, alleen in Missouri de overwinning kon behalen.
In het kiescollege verkreeg Lincoln uiteindelijk 180 kiesmannen, terwijl Breckinridge er 72 veroverde. Bell en Douglas verkregen er 39 respectievelijk 12. Lincoln werd aldus tot president van de Verenigde Staten verkozen.
| Kandidaat         | Partij                          | Stemmen   | Percentage | Kiesmannen | Running mate     |
| ----------------- | ------------------------------- | --------- | ---------- | ---------- | ---------------- |
| Abraham Lincoln   | Republikeinse Partij            | 1.855.993 | 39,6%      | 180        | Hannibal Hamlin  |
| John Breckinridge | Zuidelijke Democratische Partij | 851.844   | 18,2%      | 72         | Joe Lane         |
| John Bell         | Constitutionele Uniepartij      | 590.946   | 12,6%      | 39         | Edward Everett   |
| Stephen Douglas   | Democratische Partij            | 1.381.944 | 29,5%      | 12         | Herschel Johnson |
| Overigen          |                                 | 540       | 0,1%       | 0          |                  |
| TOTAAL            |                                 | 4.681.267 | 100%       | 303        |                  |

## Nasleep
Als reactie op de verkiezingsoverwinning van de Republikein Lincoln verklaarde South Carolina op 20 december 1860 zich uit de Unie terug te trekken. Weldra volgden meerdere zuidelijke staten en werd de burgeroorlog een voldongen feit. Op 12 april 1861 werd het eerste schot in de oorlog gelost door milities uit South Carolina die het federale Fort Sumter beschoten en veroverden. Lincoln riep hierna vrijwilligers op om de Unie te handhaven.